# عائذة (اسم)
عائذة هو اسم علم مؤنث من أصل عربي، ومعناه هو اللاجئة المعتصمة اللازمة،.

## وصلات خارجية
- موسوعة السلطان قابوس لأسماء العرب نسخة محفوظة 5 أبريل 2019 على موقع واي باك مشين.